# استرژووی
شهر استرژووی (به روسی: Стрежевой) در کشور روسیه و در اوبلاست تومسک واقع شده‌است.